# 라이프하우스
라이프하우스(Lifehouse)는 캘리포니아주 로스엔젤레스 출신의 미국 록 밴드이다. 제이슨 웨이드 (Jason Wade, 리드 보컬 및 리듬 기타), 릭 울스텐험 (Rick Woolstenhulme, 드럼 및 퍼커션), 브라이스 소더버그 (Bryce Soderberg), 베이스 기타 및 세컨 보컬), 벤 캐리 (Ben Carey, 리드 키타)로 구성되어 있다.
라이프하우스는 2001년, 그들의 첫번째 스튜디오 앨범이자 데뷔작인 No Name Face에 수록된 히트곡 Hanging By A Moment로 주목받기 시작했다.
Hanging By A Moment는 “빌보드 모던 락 부분 차트"에서 3주 동안 1위를 차지했으며 “빌보드 HOT 100 차트”에서 2위를 기록했고 빌보드 뮤직 어워드에서 "Hot 100 Single of the Year"를 수상하였다. 또한 20주 동안 top 10안에, 그리고 1년이 넘도록 차트 상에 이름을 올렸다.
2002년, 라이프하우스는 2번째 앨범인 Stanley Climbfall을 발표하였다. 이후로 지금까지 Lifehouse (2005년), Who We Are (2007년), Smoke and Mirrors (2010년), Almería (2012년)', 총 4개의 앨범을 발표하였다. 이 가운데 You and Me, First Time, Whatever It Takes, 등 미국에서 top 40안에 오른 히트곡들이 포함되어 있다.
현재, 라이프하우스는 전세계에서 2000만 건 이상의 싱글 및 앨범 매출을 기록하였다.

## 역사

### 1996년 ~ 2000년: Blyss, 그리고 라이프하우스 결성
제이슨 웨이드는 10대 때부터 작곡을 하였으며 이는 부모의 이혼으로 인한 충격을 벗어나기 위함이었다. 1995년 로스앤젤레스로 이주한 후 그는 바로 옆 집 이웃이었던 서지오 안드레드(베이스 기타, 탈퇴)와 친구가 된다. 그 이후로 수년동안, 웨이드와 안드레드 그리고 존 팔머는 라이프하우스의 전신인 "Blyss"를 결성하고 고등학교와 대학을 중심으로 라이브 공연을 시작한다. 나중에는 콜린 헤이든(Collin Hayden)과 아론 로드(Aaron Lord)가 밴드에 합류한다.
얼마 지나지 않아 프로듀서 론 아넬로 (Ron Aniello)는 입소문을 통해 그들의 활동에 대해 알게 된다. (아넬로는 이후 그들을 주드 콜 (Jude Cole)과 드림웍스의 사장인 마이클 오스틴 (Michael Ostin)에게 소개해준다.). 1998년, 아넬로는 드림웍스 레코드의 재정적 지원 아래 Blyss의 첫번째 데모를 프로듀싱한다. 이 때 녹음된 일부 음원은 1999년에 라이브 콘서트 판매 및 음원사에 밴드를 소개하는 용도로 제작된 EP 앨범 Diff's Lucky Day에 수록되기도 하였다.
2000년, Blyss는 밴드 이름을 Lifehouse로 변경하였다. 새로운 이름에 대해서 밴드의 리더인 제이슨 웨이드는 한 인터뷰에서 다음과 같이 밝혔다. “Lifehouse"라는 이름은 제 개인적으로는 우리가 밴드로서 무엇을 할 것인지를 의미하고 있습니다. 대부분의 노래가 제 삶, 그리고 그것을 둘러싼 것들에 대한 것입니다. 이 이야기들은 비단 제 삶 뿐만 아니라 다른 사람들의 삶이기도 합니다.. 우리는 “Lifehouse”라는 이름이 그것을 의미하기에 가장 적합하다고 생각했죠."

### 2000년: "No Name Face"
2000년, Lifehouse는 “Diff's Lucky Day”의 15개 음원 중 12개를 재녹음, 리믹스하여 그들의 첫 메이저 앨범이자 데뷔 앨범인 No Name Face를 제작, 발표하였다.
No Name Face는 라이프하우스가 밴드로서 명성을 널리 알리는 계기가 된다. 앨범은 전세계에서 400만장 이상이 판매될 정도로 상당히 의미있는 상업적 성공을 거두었다. 이러한 성공을 거두는 데에는 라이프하우스의 첫번째 상업적 싱글인 "Hanging by a Moment”의 히트가 주효했다. 밴드의 리더인 제이슨 웨이드의 재능과 카리스마로 인기를 끌자 라이프하우스는 드림웍스 레코드의 강력한 푸쉬를 받는다. "Hanging by a Moment”는 빌보드 역사 상 빌보드 HOT 100 차트의 어느 차트에서도 1위를 차지하지 못한 노래가 빌보드 “올해의 노래 (No.1 Song of the Year”)”에 선정된 세번째 곡이 되었다. (첫번째는 1965년 Sam the Sham & The Pharaohs의 "Wooly Bully”였으며 두번째는 2000년의 Faith Hill의 "Breathe”이다.) 앨범의 두번째 싱글인 "Sick Cycle Carousel”은 "Hanging by a Moment”만큼의 상업적 성공은 거두지 못했으나, “빌보드 모던 락 차트”에서 35위를 기록했다. 앨범의 세번째이자 마지막 싱글인 "Breathing"은 Diff's Lucky Day에 수록된 곡을 재작업한 곡이다.
수록곡인 "Everything”은 이후 WB에서 제작한 히트 드라마 '’스몰빌 (Smallville)’'에 수록된 여러 라이프하우스의 곡 중 첫번째 곡이다. 라이프하우스의 곡 중 총 7곡이 드라마의 첫 4개 시리즈 속 여러 에피소드에 수록되었으며 스몰빌 시즌 4의 에피소드 “Spirit”의 마지막 부분에서는 라이프하우스가 스몰빌에서 직접 라이브 공연을 하는 장면이 나온다. 라이프하우스의 히트곡인 “You and Me (3번째 앨범 Lifehouse의 수록곡)”의 경우, 시리즈의 두번째 사운드트랙인 Smallville: The Metropolis Mix에 "Wedding Version”이라는 부재가 붙은 확장된 버전("You and Me (Wedding Version)")으로 수록되었다. 곡 “Everything” 또한 시리즈의 200번째 에피소드 (마지막 시즌의 10번째 에피소드)인 "Homecoming”에 수록되었다.
수록곡인 "Somewhere in Between”은 Falcon Beach의 첫번째 시즌 에피소드 "The Blame Game”에 수록되기도 하였다.
라이프하우스의 데뷔앨범 발매일인 2000년 10월 31일, 팔머는 밴드를 탈퇴했고 웨이드와 안드레드만이 창립멤버로 남았다. No Name Face (음반)|No Name Face 앨범 작업이 마무리 되었을 때 즈음, 웨이드와 안드레드는 밴드에 필요한 풀타임 드러머를 구하기 위한 오디션을 진행하려던 찰나 릭 울스텐험을 만난다. 오디션 직전, 울스텐험은 라이프하우스와 인접한 방에서 다른 밴드와의 합주를 위한 연습 중이었는데 연습 중인 소리를 들은 웨이드는 다른 오디션 참가자의 연주를 들어보지 않고 그에게 밴드 합류를 제안하여 영입하였다고 한다.

### 2002년 ~ 2005년: "Stanley Climbfall"
1집 No Name Face 활동과 긴 투어를 마치자 라이프하우스는 두번째 앨범 Stanley Climbfall 작업을 위해 스튜디오로 돌아간다. 두번째 앨범은 초기 아주 짧은 성공을 거두는 데 그친다. 수록곡 "Spin”과 "Take Me Away"는 첫번째 앨범의 성공에 묻혀버리고 말았다. 앨범을 발표한지 얼마 안 된 2002년 6월, 릭 울스텐험의 동생인 더 콜링의 멤버 션 울스텐험이 밴드의 4번째 멤버로 공식 영입된다. 션 울스텐험은 공식 영입 이전에 라이프하우스 투어에 세션으로 참가했었다.
2004년 4월, 서지오 안드레드는 개인적인 프로젝트를 진행하기 위해 밴드를 떠나기로 결정한다. 서지오가 밴드를 떠난지 얼마 되지 않아 션도 또다른 음원 프로젝트인 Abandoned Pools와 The Jimmy Chamberlin Complex 참여하기 위해 밴드를 떠난다.

### 2005년 ~ 2007년: "Lifehouse"
라이프하우스에는 제이슨 웨이드와 릭 울스텐험만이 남아있었다. 2004년 후반, 브라이스 소더버그가 라이프하우스의 새로운 베이시스트로 합류한다. 2004년 7월 6일, 라이프하우스는 그들의 이름을 딴 세번째 앨범의 작업을 위해 메릴랜드로 갔다. 세번째 앨범 Lifehouse는 2005년 3월 22일 발매된다. 프로듀싱은 세 번이나 그래미에 노미네이트되었던 유명 프로듀서 존 알라지아 (John Alagia)가 담당했다.
앨범의 첫번째 싱글인 "You and Me”는 2005년 1월 18일에 처음으로 방송에서 공연되었다. 그 곡은 사실은 앨범에 수록되기 몇 년 전에 쓰여졌으며 2000년에 독립영화 “All Over Again”에서 제이슨 웨이드가 직접 공연하였다. "You and Me”는 크게 성공하여 빌보드 HOT 100 차트에 62주 동안 (역사상 5번째로 길게 차트에 머문 기록)이나 올라있었으며 5위까지 기록하였다. 또한 유명 TV 드라마 스몰빌에도 삽입되었다. 에피소드 "Spirit”에서는 라이프하우스가 직접 출연하여 앨범의 또다른 수록곡인 "Come Back Down", "Blind”, "Undone”과 함께 공연하였다. "You and Me”는 콜드 케이스, 보스턴 리걸, Gavin & Stacey, 에버우드, 그레이 아나토미, "The 4400", 그리고 고스트 & 크라임에도 삽입되었다. 또다른 수록곡 "All In All”은 스크럽스에 삽입되었다..
앨범의 두번째 싱글인 "Blind”의 뮤직비디오는 2005년 10월 19일에 공개되었다. 뮤직비디오에는 티나 메이저리노가 주연을 맡았으며 이외에도 사라 맥클레인, 스테판 청, 크리스토퍼 티엔, 앤디 월터 등 여러 떠오르는 배우 유망주들이 출연하였다.
2006년, 새로 추가된 수록곡 "Good Enough”가 디즈니 영화 '’와일드’'에 삽입되었으며 영화의 엔딩크레딧의 배경음악으로도 사용되었다.

### 2007년 ~ 2009년: "Who We Are"

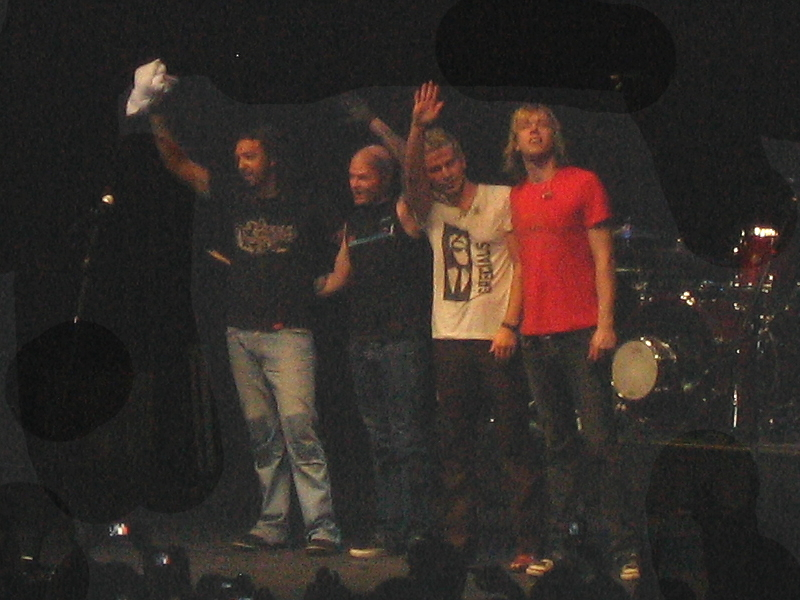
2008년 라이프하우스 마닐라 공연

2007년 6월 19일, Who We Are로 이름지어진 라이프하우스의 네번째 앨범이 발표되었다.앨범에는 웨이드, 울스텐험, 소더버그가 참여하였고 그들에 따르면 이전 앨범보다 약간 록의 느낌이 더 강하게 가미되었다고 한다. 앨범은 로스 앤젤레스에 있는 키퍼 서덜랜드와 주드 콜의 스튜디오인 아이언웍스 스튜디오에서 녹음되었다. 앨범은 애리조나 피닉스에 있는 닷지시어터에서 6월 15일부터 시작된 구 구 돌스, 콜비 카레이와 함께한 투어를 통해 초연되었다.
앨범의 첫번째 싱글인 "First Time”는 2007년 4월 27일에 초연되었다. "First Time”은 5월, “빌보드 HOT 100 차트” 48위로 데뷔하였고 Hot Adult Top 40 차트에서 3위를 기록하였다.
앨범의 두번째 싱글인 "Whatever It Takes” 2007년 10월 29일 라디오 방송을 통해 초연되었다. "Whatever It Takes”의 뮤직비디오는 야후! 뮤직을 통해 2007년 11월 16일 공개되었다.
앨범의 세번째 싱글인 "Broken"은 그레이 아나토미 ("Lay Your Hands On Me"), 크리미널 마인드 ("In Birth and Death", 시즌 3, 에피소드 2), 원 트리 힐, 원 라이프 투 리브, 더 힐즈와 같은 여러 TV 시리즈에 삽입되었다. 또한 영화 '’시간 여행자의 아내’'에 삽입되었다. "Broken”은 “빌보드 HOT 100 차트”에서 83위를 기록하였다. "Broken” 뮤직비디오는 2008년 9월 20일 VH1 Top 20 Countdown 방송을 통해 공식적으로 공개되었다.
수록곡 "Who We Are”는 A&E 네트워크의 프로그램을 광고하기 위한 광고에 사용되기도 하였다.
수록곡 “Make Me Over”의 뮤직비디오를 제작하는 콘테스트도 진행되었다. 라이프하우스는 60명의 USC 영화 예술 학교 졸업생들을 대상으로 라이프하우스의 새 싱글의 뮤직비디오를 제작할 수 있는 기회를 제공하였다. 당선작은 2008년 12월 5일 캘리포니아 버버리 힐스에 위치한 팔레이 미디어 센터에서 진행된 갈라 이벤트에서 공개되었다.
2008년 10월, Who We Are앨범은 RIAA (미국 음반 산업 협회)로부터 GOLD 인증을 획득하였다.
2009년 4월 11일, 2004년부터 라이프하우스와 함께 활동해 온 벤 캐리를 라이프하우스의 새로운 멤버로 공식 영입하였다.

### 2009년 ~ 2010년: "Smoke & Mirrors"
2008년 8월, 라이프하우스는 2009년 말 공개를 목표로 5번째 앨범 작업에 착수한다고 발표했다. 녹음작업은 2008년 11월 12일부터 시작되었다. 그들은 슈퍼볼XLIII 기간동안 ESPN Magazine에서 진행한 NEXT Party에서 이루어진 인터뷰에서 새 앨범이 2009년 말에 공개될 예정이라고 다시 한 번 확인하였다.
라이프하우스는 2009년 투어에서 먼저 공개된 싱글 “From Where You Are”이 새 앨범에 포함될 것이라고 밝혔다. 10월 15일에는 새 앨범의 이름이 Smoke & Mirrors이며 2009년 12월 8일에 발매될 것이라고 밝혔다. 그러나 2009년 11월 13일, 라이프하우스는 새 앨범의 발매가 2010년 2월 2일로 연기됨을 발표한다.
앨범의 첫번째 싱글인 "Halfway Gone”은 2009년 10월 27일에 공개되었다. "Halfway Gone”의 뮤직비디오는 11월 말 VH1.com 웹페이지의 VH1 Top 20을 통해 공개되었다. 12월 22일, Tommy2.net은 앨범의 발매일정이 또 미루어져 2010년 2월 23일로 변경되었음을 알렸다. 앨범 발매는 이후 한번 더 미루어져 2010년 3월 2일에 발매되었다. 앨범은 스탠다드 에디션, 디럭스 에디션, Two-Disc 디럭스 에디션 세가지 버전으로 발매되었다.
앨범은 발매 첫 날 54,203의 판매고와 함께 빌보드 200 차트의 6위로 데뷔하였다. 이 기록은 라이프하우스의 10년 활동 기간 중 최고의 앨범 데뷔 기록이었으며 종전 기록은 2002년 두번째 앨범 Stanley Climbfall의 7위였다.

### 2011년 ~ 2013년: "Almería"
2011년 8월, 라이프하우스는 그들의 공식 페이스북 페이지를 통해 여섯번째 앨범을 작업 중이라는 것을 알렸다.
2012년 9월 11일, On September 11, 2012, 라이프하우스는 나타샤 배딩필드가 피처링한 "Between the Raindrops"을 공개한다. 한 달 뒤인 10월 18일, 여섯번째 정규앨범의 이름이 Almería라고 발표하였다.
Almería는 12월 11일 미국, 12월 12일 전세계에 발매되었다.
2013년 7월 24일, 제이슨 웨이드는 공식 페이스북 페이지를 통해 Geffen Records와 결별했음을 알리고 결별했음에도 새로운 음악을 계속 만들 것이라고 밝혔다.

## 기타
비틀즈의 조지 해리슨 (George Harrison)의 사후, 라이프하우스는 그를 추모하며 유명 토크쇼 “Last Call with Carson Daly"에 비틀즈의 "Something”을 어쿠스틱 버전으로 라이브로 공연하였다.
라이프하우스는 “야후! 뮤직”에서 유명 밴드 킨의 대표 싱글 "Somewhere Only We Know”를 라이브로 공연했다. 그들은 2007년에 킨의 앨범 "Under the Iron Sea”를 그들이 가장 좋아하는 앨범으로 꼽기도 했다.
2007년, 라이프하우스는 "Stripped Music Sessions”에서 롤링 스톤즈의 "Beast of Burden”을 리메이크 했다. 리메이크 곡을 녹음하면서 제이슨 웨이드는 "록의 대부에게 경의를 표한다.”리고 밝혔다.

## 밴드 멤버

### 현재 멤버
- 제이슨 웨이드 (Jason Wade) – 리드 보컬, 리듬 기타 (1999년 ~ 현재)
- 릭 울스텐험 (Rick Woolstenhulme, Jr.) – 드럼, 퍼커션 (2000년 ~ 현재)
- 브라이스 소더버그 (Bryce Soderberg) – 베이스 기타, 보컬 (2004년 ~ 현재)
- 벤 캐리(Ben Carey) – 리드 기타, 보컬 (2009년 ~ 현재)

### 탈퇴 멤버
- 션 울스텐험 (Sean Woolstenhulme) – 리드 기타, 보컬 (2002년 ~ 2004년)
- 존 팔머 (Jon "Diff” Palmer) – 드럼, 퍼커션 (1999년 ~ 2000년)
- 서지오 안드레드 (Sergio Andrade) – 베이스 기타 (1999년 ~ 2004년)
- 그랜트 포웰 (Grent Powell) – 베이스 기타, 퍼커션 (1999년 ~ 2000년)[33]

## 음반
- Diff's Lucky Day (밴드명 Blyss로 제작됨) (1999년)
- No Name Face (2000년)
- Stanley Climbfall (2002년)
- Lifehouse (2005년)
- Who We Are (2007년)
- Smoke & Mirrors (2010년)
- Almería (2012년)

## 같이 보기
- 더 콜링 (밴드)